# 理科のおじさん
『理科のおじさん』（りかのおじさん）は、1955年6月7日から1956年2月28日までNHKテレビで放送されていたテレビ番組。

## 概要
小学校3・4年理科向け学校放送番組。

## 放送時間
| 期間                         | 放送時間             |
| ---------------------------- | -------------------- |
| 1955年6月7日 - 1956年2月28日 | 火曜日 11:35 - 11:55 |

## 出演者
- 宮下正美（湘南学園園長）[1][2][3]